# Cymatosyrinx carpenteri
Cymatosyrinx carpenteri é uma espécie de gastrópode do gênero Cymatosyrinx, pertencente à família Drilliidae.